# Jean Baptiste Maillochaud
Jean Baptiste Maillochaud (soms ook: Maillochand of Maillouchaud) (1840 – 1928) was een Frans componist en organist.
Over deze Franse componist is niet veel bekend, alhoewel hij als componist zeer productief was. Voor een bepaalde periode in zijn leven, rond 1920, was hij organist in de stad Niort.

## Levensloop

### Werken voor harmonieorkest
- 1898 Rosée de mai, fantasie[1]
- 1898 Polka des Ramoneurs[1]
- Cuirassiers à Reichschoffen, mars
- En procession, processiemars[2]
- Jardin fleuri, fantasie
- La châtelaine, ouverture[1]
- La marquise de Sévigné, ouverture
- Lauda Sion, processiemars[2]
- Le premier concours
- Marchise de Sêvigné, ouverture
- Messe en Ut
- Pomme d'Api, polka
- Prière du matin[2]
- Vive la France[1]

### Vocale muziek

#### Cantates
- Jeanne d'Arc et les Anglais, cantate voor zangstem en piano - tekst: Charles Tournemire

#### Liederen
- A Dieu! chant de départ, voor twee zangstemmen (of gemengd koor)
- Chrysanthèmes
  1. Couplets: Bientôt les cloches sonneront
  2. Duo; O rôve, o joie enchanteresse
  3. Chanson arabe: A l'ombre des verts platanes
  4. Duo: La jalousie est un poison
  5. Couplets: Quand un Lara marchait en guerre
  6. Cavatine: De ce passé qu'on veut connaître
  7. Air: Oh! mes amis, mes amis
  8. Romance: Qui votre volonté
  9. Cavatine: Ce mensonge odieux

### Werken voor orgel
- 1922 Les Harmonies Paroissiales - Dix Pièces d'Orgue, waarin
  1. Sortie Fanfare
- 1923 O Jésus! Je ne suis pas digne
- Andantino pastorale
- Deux versets
- Elévation
- Marche des pèlerins de N.D. de Lourdes
- Marches solennelles

## Publicaties
- samen met: Armand Frappier; Alexandre Guilmant; Jacques-Nicolas Lemmens École d'Orgue: basée sur le Plain-Chant Romain, SCHOTT, 1862.